# Pinneberg (stacja kolejowa)
Pinneberg (niem.: Bahnhof Pinneberg) – stacja kolejowa w Pinneberg, w regionie Szlezwik-Holsztyn, w Niemczech. Znajduje się na linii Hamburg – Kiel. Stanowi ona również punkt końcowy linii S-Bahn S 3. Budynek dworcowy jest również najstarszym obiektem tego typu w Szlezwiku-Holsztynie, który został zbudowany w 1848 roku. Stacja obsługuje dziennie około 19 000 osób.
Według klasyfikacji Deutsche Bahn ma kategorię 3.

## Linie kolejowe
- Hamburg – Kiel
- Pinneberg – Stade

## Połączenia
| Linia | Trasa |
| ----- | --- |
| RE7   | Flensburg – Rendsburg – Neumünster – Elmshorn – Pinneberg – Hamburg Hbf (tylko kilko kursów zatrzymuje się tutaj) |
| RE70  | Kiel Hbf – Neumünster – Elmshorn – Pinneberg – Hamburg Hbf (tylko kilko kursów zatrzymuje się tutaj) |
| RB61  | Itzehoe – Elmshorn – Pinneberg – Hamburg Hbf |
| RB71  | Itzehoe/Wrist – Elmshorn – Pinneberg – Hamburg-Altona |
| S3    | Pinneberg – Thesdorf – Halstenbek – Krupunder – Elbgaustraße – Eidelstedt – Stellingen – Langenfelde – Diebsteich – Altona – Königstraße – Reeperbahn – Landungsbrücken – Stadthausbrücke – Jungfernstieg – Hauptbahnhof – Hammerbrook (City Süd) – (geplant: Elbbrücken –) Veddel (BallinStadt) – Wilhelmsburg – Harburg – Harburg Rathaus – Heimfeld – Neuwiedenthal – Neugraben – Fischbek – Neu Wulmstorf – Buxtehude – Neukloster – Horneburg – Dollern – Agathenburg – Stade |